# アラビアン (ゲーム)
『アラビアン』は、1983年にサン電子が製作し、アタリが販売したアーケードゲーム。

## 概要
プレイヤーはアラビアの王子となり、海を渡り、洞窟を通り、魔法のじゅうたんに乗ってさらわれた姫を救い出す。
1984年5月、『Tales of the Arabian Nights』という題名でインターセプター・マイクロズが Acorn Electron、Amstrad CPC、BBC Micro、コモドール64、ZX Spectrum用に移植する。
後に『スーパーアラビアン』というタイトルで、1985年7月25日にファミリーコンピュータで発売された。その後、『スーパーアラビアン』はWindows用ソフト『Ultra2000 サンソフトクラシックゲームズ1』（メディアカイトが2001年6月29日発売）およびその廉価版である『遊遊 サンソフト傑作選1』（メディアカイトが2004年7月2日発売）や、プレイステーション用ソフト『メモリアル☆シリーズ Vol.1』（2001年10月4日発売）に収録されている。

## ゲーム内容
アラビアの王子を操作し、さらわれた姫を救出するのが目的となっている。
全4ステージ構成となっており、4ステージ目をクリアすると1ステージ目にもどる仕様となっている。
ステージ内に配置された壺を全て回収するとクリアとなる。ただし、4ステージのみ壺を回収しなくても姫に触れる事でステージクリアとなる（この場合、特別ボーナスは与えられない）。
壺にはそれぞれ「A」、「R」、「A」、「B」、「I」、「A」、「N」と表記されており、「ARABIAN」の順に壺を回収すると特別ボーナスが与えられる。また、順番通りに回収しなくてもステージクリアは可能となっている。
主人公の攻撃方法はキックとなっている。

## 移植版
| No. | タイトル                                | 発売日        | 対応機種                                                                  | 開発元                       | 発売元                       | メディア                              | 型式       | 売上本数 | 備考                                                                                    |
| --- | --------------------------------------- | ------------- | ------------------------------------------------------------------------- | ---------------------------- | ---------------------------- | ------------------------------------- | ---------- | -------- | --------------------------------------------------------------------------------------- |
| 1   | Tales of the Arabian Nights             | 1984年5月     | Acorn Electron Amstrad CPC BBC Micro コモドール64 ZX Spectrum             | インターセプター・マイクロズ | インターセプター・マイクロズ | カセットテープ                        | -          | -        |                                                                                         |
| 2   | スーパーアラビアン                      | 1985年7月25日 | ファミリーコンピュータ                                                    | サンソフト                   | サンソフト                   | 192キロビットロムカセット             | SS1-4500   | -        |                                                                                         |
| 3   | Ultra2000 サンソフトクラシックゲームズ1 | 2001年6月29日 | Windows                                                                   | サンソフト                   | メディアカイト               | CD-ROM                                | -          | -        | ファミリーコンピュータ版の移植 『アトランチスの謎』、『マドゥーラの翼』とのカップリング |
| 4   | メモリアル☆シリーズ SUNSOFT Vol.1       | 2001年10月4日 | PlayStation                                                               | サンソフト                   | サンソフト                   | CD-ROM                                | SLPS-03135 | -        | ファミリーコンピュータ版の移植 『いっき』とのカップリング                               |
| 5   | 遊遊 サンソフト傑作選1                  | 2004年7月2日  | Windows                                                                   | サンソフト                   | メディアカイト               | CD-ROM                                | -          | -        | ファミリーコンピュータ版の移植 『アトランチスの謎』、『マドゥーラの翼』とのカップリング |
| 6   | メモリアル☆シリーズ SUNSOFT Vol.1       | 2007年7月26日 | PlayStation 3 PlayStation Portable PlayStation Vita (PlayStation Network) | サンソフト                   | サンソフト                   | ダウンロード （ゲームアーカイブス）   | -          | -        | ファミリーコンピュータ版の移植 『いっき』とのカップリング                               |
| 7   | スーパーアラビアン                      | 2010年4月20日 | Windows                                                                   | サンソフト                   | D4エンタープライズ           | ダウンロード （プロジェクトEGG）      | -          | -        | ファミリーコンピュータ版の移植                                                          |
| 8   | アラビアン                              | 2020年10月8日 | PlayStation 4 Nintendo Switch                                             | サンソフト                   | ハムスター                   | ダウンロード (アーケードアーカイブス) | -          | -        | アーケード版の移植                                                                      |

ファミリーコンピュータ版
サンソフトのファミコン参入第1弾ソフトであるアクションゲーム。
1ステージに6つの壷があり、全ての壷を集めるとクリア。敵は一撃で倒せるが、敵と接触するとアウト。残機は3つ。主人公は剣を持っているが、基本的に肉弾戦で戦う。ステージは全部で4つ。エンディングは無く、ステージ4をクリアした後に2周目が始まる。二人プレイは可能。
また、アーケード版と一部変更されている点があり、以下の内容となっている。
- 壺に表記されたアルファベットの種類が増え、「ARABIAN」以外の様々な言葉になっている。
- BGMが変更されている。
- 背景に色が付けられ、カラフルになっている。
- キック攻撃の際に敵を3体以上巻き込むと一定時間主人公が無敵になる。
- ステージ4は姫に触れてもゲームクリアとならず、全ての壺を回収する仕様になった。